# 國立臺南大學附屬高級中學

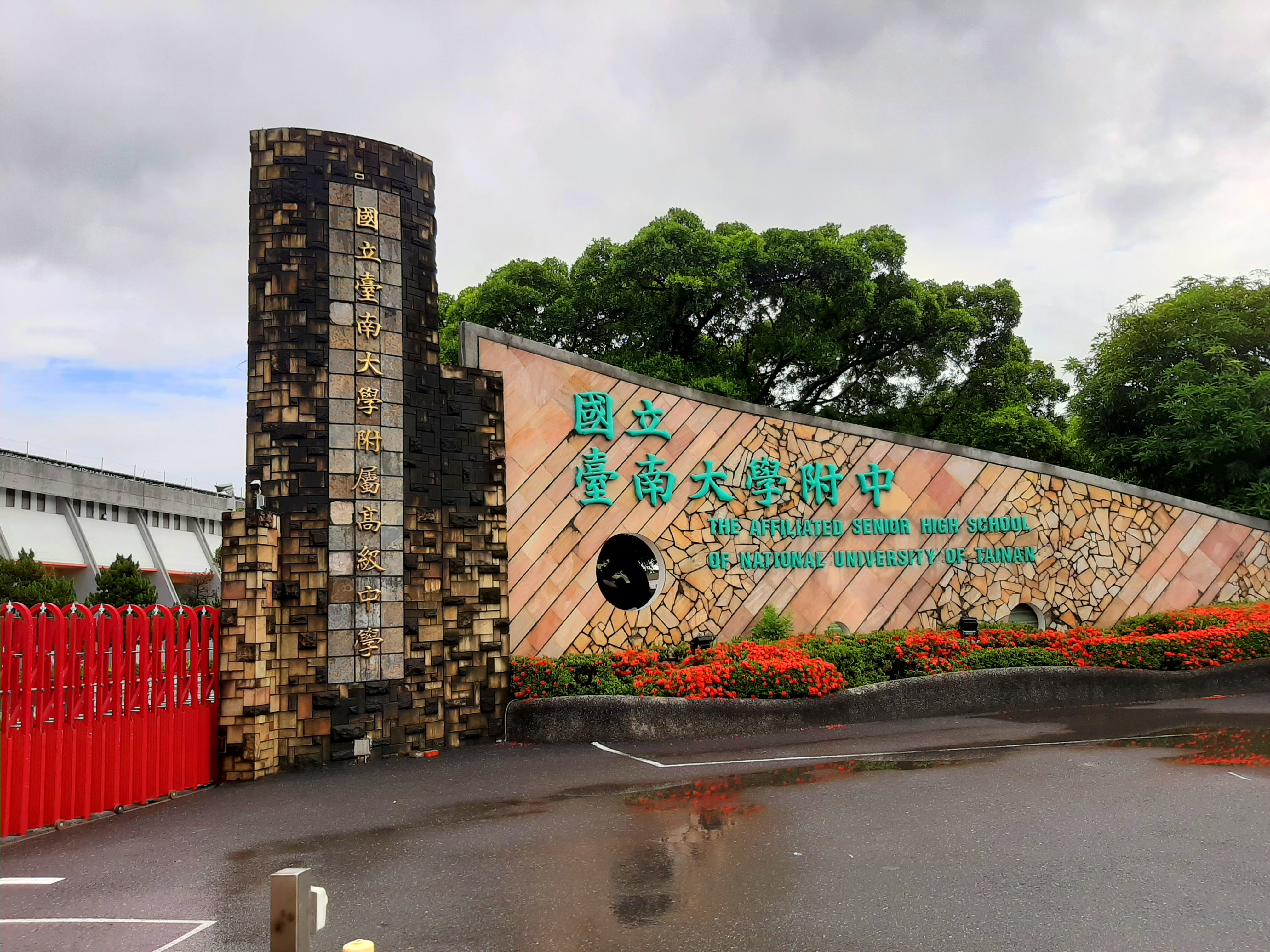
校門

國立臺南大學附屬高級中學（英語：The Affiliated Senior High School of National University of Tainan，簡寫：ASHS.NUTN），簡稱為南大附中或南附，舊稱台南高農、南農，是一所位於臺灣臺南市永康區的綜合型高級中等學校，設有高中部、綜合高中部，原為「國立臺南高級農業職業學校」，於2003年改隸屬於國立臺南大學並於2005年增設普通高中。

## 簡史

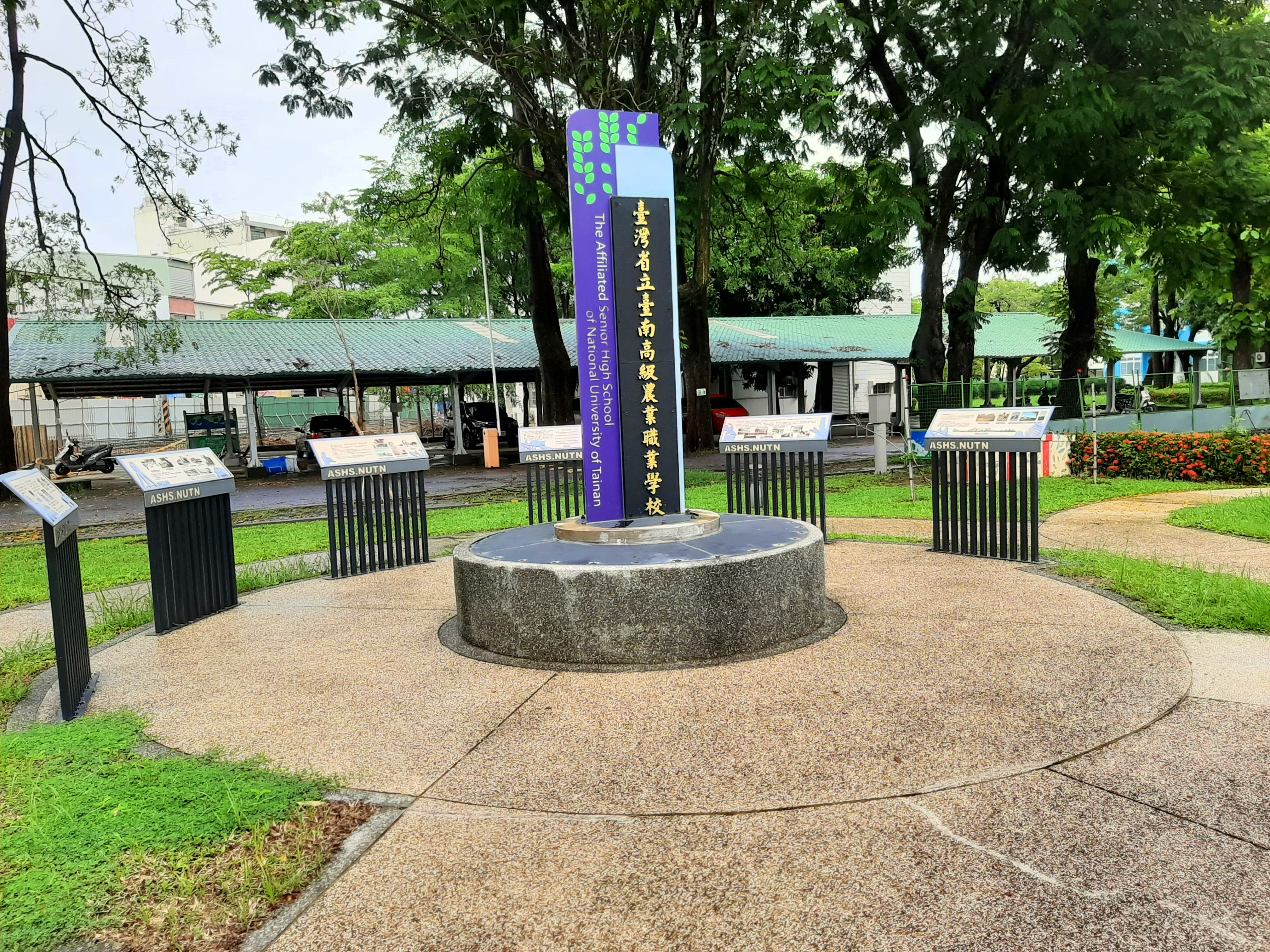
「臺灣省立臺南高級農業職業學校」時的門牌

- 1939年4月1日創校，原名「臺南州立臺南農業學校」，分設農業、獸醫畜產、農業土木等三科，修業期限五年，首任校長為井上千代司；因校舍工程未完竣，暫借臺南市寶公學校（今立人國小）上課。
- 1940年校舍落成後，遷入現址。
- 1945年二戰結束，更名為「臺灣省立臺南農業職業學校」，並派吳錦寓先生為戰後第一任校長，學制則改為高、初級兩部。
- 1957年初級部停招。
- 1959年改制為「臺灣省立臺南高級農業職業學校」，中文簡稱為臺南高農，為當時戰後台南四大職校之一，另外三所分別是台南高工、台南高商和台南家職。
- 1966年增設設農產製造科、園藝科。
- 1969年增設農業機械科。
- 1971年增設農藝科。
- 1974年農產製造科改為食品加工科。
- 1971年綜合農業、農藝科合併為農業經營科。
- 1980年增設園藝科。
- 1988年成立農科、食品經營科及餐飲管理科。
- 1997年試辦綜合高中，自該年起連續三年，每年增三班。
- 2000年精省改隸為「國立臺南高級農業職業學校」。
- 2002年與大灣高中、臺南高工組成「永康學園」，三者圖書館際合作、資源互相交流。
- 2003年改隸為「國立臺南師範學院附屬高級中學」。
- 2004年因應國立臺南師範學院改制為大學，附中也因此隨之改名為「國立臺南大學附屬高級中學」。
- 2005年應屆畢業生畢業後，該校職業類科全部結束。同年新生招生增設普通高中四班，其餘十一班為綜合高中。
- 2007年原在國立臺南大學臺灣文化研究所任教的管志明教授轉任南大附中校長。
- 2010年通過ISO9001品質管理系統認證，獲頒國際品質認證證書。
- 2011年增設普通高中育才專班。

### 歷任校長
| 任次     | 姓名   | 任期              |
| -------- | ------ | ----------------- |
| 第一任   | 吳錦寓 | 1945/10 - 1946/04 |
| 代 理    | 張秤   | 1946/04 - 1946/06 |
| 第二任   | 李道坦 | 1946/07 - 1951/07 |
| 第三任   | 章今默 | 1951/08 - 1955/01 |
| 第四任   | 滕詠延 | 1955/02 - 1960/03 |
| 第五任   | 賈守勗 | 1960/04 - 1970/07 |
| 第六任   | 成天驥 | 1970/08 - 1979/12 |
| 第七任   | 任藝華 | 1980/01 - 1989/01 |
| 第八任   | 江佐顯 | 1989/02 - 1996/07 |
| 第九任   | 陳春雄 | 1996/08 - 2006/07 |
| 第十任   | 管志明 | 2006/08 - 2012/07 |
| 第十一任 | 邱敏捷 | 2012/08 - 2017/07 |
| 第十二任 | 陳森杰 | 2017/08至今       |

日治時期
| 任次   | 姓名       | 任期           |
| ------ | ---------- | -------------- |
| 第一任 | 井上千代司 | 1939/04 - 不詳 |

## 行政單位
- 校長室
- 教務處
- 學務處
- 總務處
- 實習輔導處
- 輔導處
- 圖書館
- 人事室
- 主計室
- 進修部

## 教學單位
綜合高中每個年級十一班，一年級之教學內容和普通高中相同，高一加上生活科技入門及試探課程，二年級上學期學程分流分為「餐飲學程」、「食品學程」、「資訊學程」、「製圖學程」、「營建學程」、「畜產學程」、「園藝學程」、「學術自然」及「學術社會」六群、七科，其中學術自然與學術社會學程以普通大學為升學目標，其餘七大專門學程則以培養科技大學學生為目的。

### 機械群
- 製圖技術學程：傳授繪製、閱讀及基礎設計之基本知識，訓練使用製圖儀器及電腦設備各類圖說之基本技能。

### 土木與建築群
- 營建技術學程：

傳授土木與建築相關基本知識為目標，授課內容包含：工程力學、工程材料、測量實習與製圖實習等課程。
其中亦設有南區材料試驗中心，為全國高中職數一數二的工程材料試驗室，以符合CNS規範作為教學目標，使學生畢業時能與業界接軌。
另外在於升學成就上，也有優秀的表現，每年畢業生都有高達八成的國立學校錄取率。

### 商業與管理群
- 資訊應用學程：傳授有關資料處理之實用技術與基本知識，培養資料蒐集、處理、分析及操作商業資訊系統之應用知能。

### 農業群
- 畜產保健學程：培養動物飼養與保及加工的技術人才、培養農牧場教育休閒專業人才、生物科技的學習，引導學生走向生物技術。
- 園藝休閒學程：從事園藝、休閒、花卉、農產品加工以及景觀設計等課程。

### 餐旅群
- 餐飲技術學程：傳授有關餐飲、觀光、旅館業基本專業知識與餐旅服勤製備之實用技術、培養餐旅業之基層管理知能。

### 食品群
- 食品加工學程：了解基本食品原料、加工方法、儲存方式等，並熟知食品的製作。

## 校園環境

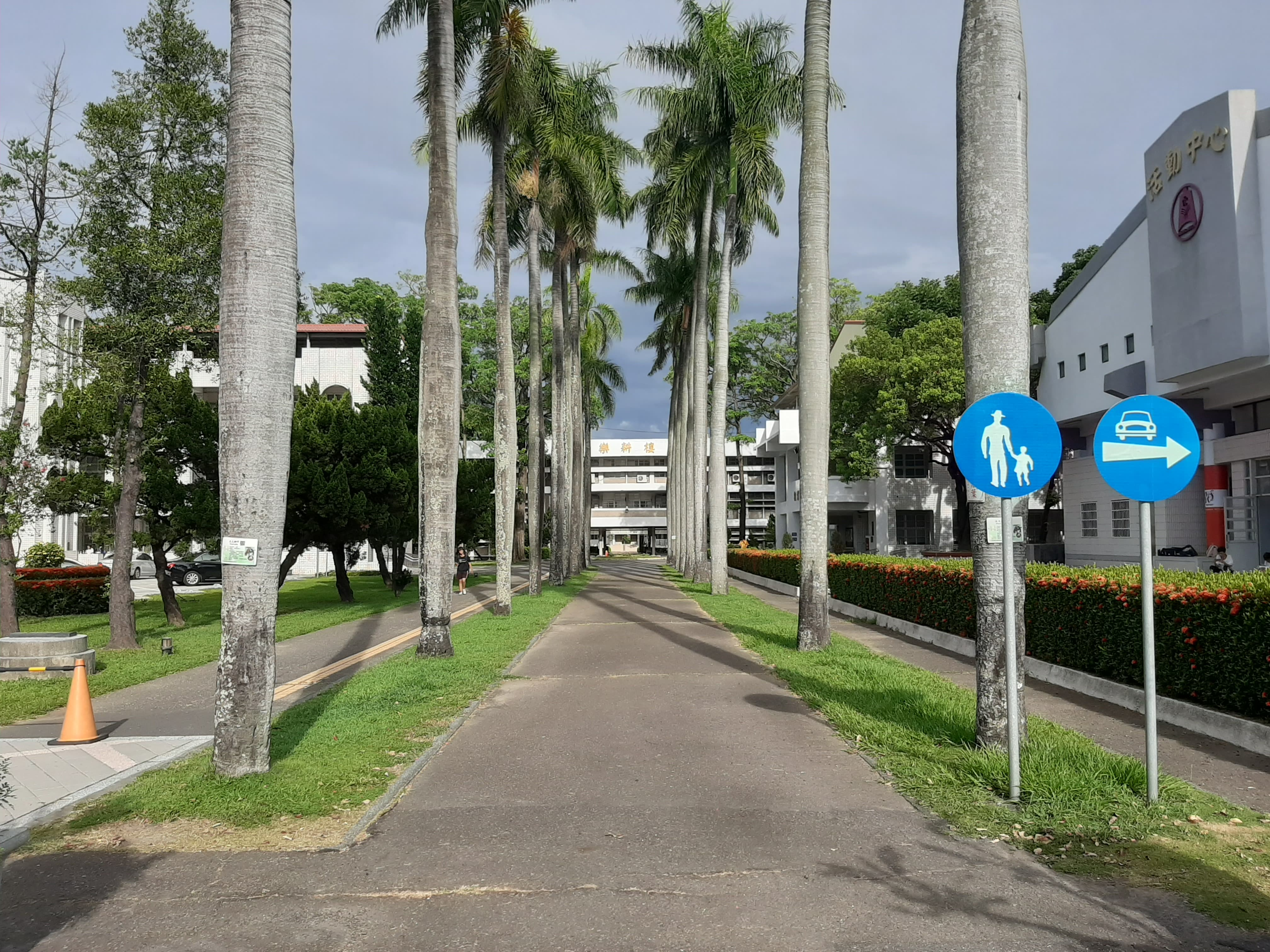
南大附中 椰林大道景觀1

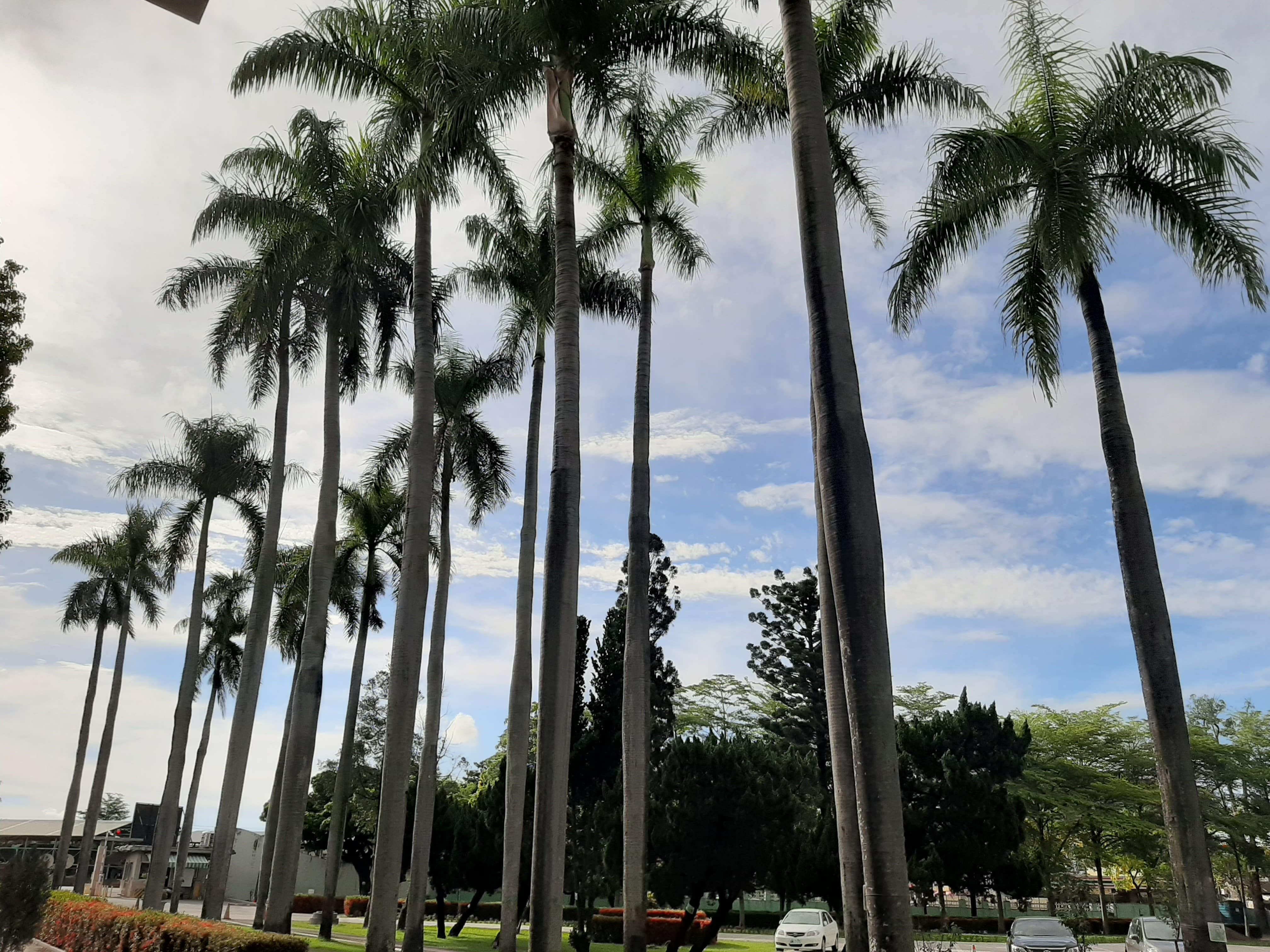
南大附中 椰林大道景觀2

南大附中除了承襲原有台南高農之校地，更興建了探索教育園區，因而產生了幅員廣闊的校園，全校總共分為三個校區，總面積將近33公頃，經統計後，目前為臺南市境內高級中等學校校地面積最大者。在改制之後校舍教室全面翻新，除在新建之校門口外，所有高職科館均經過翻修，並於2019年時更新籃球場鋪面，將原有的紅土操場更換成pu人工跑道，給予學生一個寬廣且資源充足的學習環境；而近年來也持續編列經費進行校內多項軟硬體設備更新。

### 第一校區
即為南大附中的主要教學區，其中以樂耕樓、正德樓、厚生樓與利用樓所圍繞而成的教學大樓做為核心，其餘各科館與建築則散落於校園各處。另外，操場、籃球場、排球場、網球場與溫水游泳池等運動教學場地則集中於校園西側。而本區校園的特色就是擁有多樣的動植物生態，多處綠木參天而生、多類樹種夾道成林，提供充滿綠意的教學環境。
- 樂耕樓：為學務處、教官室、輔導室、健康教室、團體輔導室、班聯會會辦等行政中心之所在，目前二樓為三年級普通班之教室，每天放學時中廊時常可見熱舞社在此練習。

1. 教室新穎寬大、每間教室有30坪之規模。
2. 每間教室前側均有38吋液晶電視，提供多媒體教學及中午觀賞新聞、了解國家時事之用。

- 正德樓：目前為部分一年級普通班、二、三年級綜高班之教室，以及進修學校辦公室、教師辦公室、數位教室（享學空間），為白色地上三層樓與地下一樓之建築。

1. 本建築於2020年新建無障礙電梯一座，為教學區中唯一設有電梯的大樓。
2. 本建築設計較為特殊，因此地上一樓較其他建築高出許多，為克服身障者的移動困難，近年來改建與新增多座殘障坡道，希望達到無障礙空間的學習環境。

- 厚生樓：目前為一、二年級普通班之教室，以及教師辦公室，為米白色二層樓建築，放學時可見熱音社、吉他社在此練習。
- 利用樓：目前為一年級班級之教室，一樓有健康中心，為米白色二層樓建築。
- 敬業樓：為教務處、學生K書中心、電腦教室之所在，資料處理科辦公室、會議室亦在本大樓，本建築於2020年新建無障礙電梯一座。
- 行政大樓：為總務處、校長室、實習處、校史館、視聽教室、多媒體教室之所在，
- 活動中心：為新建獨棟式建築，每學期之重要聚會及活動皆在此舉辦，放學及社團時間許多人都會在這裡運動及練舞。
- 機械科館：為獨棟式建築，是本校最高之建築物，占地廣大、設備齊全，目前為製圖學程使用，所處環境清幽、學習環境佳。
- 土木科館：為營建技術學程使用，目前設有1F：學程辦公室、材料試驗室、測量教室，2F：製圖教室、木工教室、童軍社器材室，3F：測量器材室、樂活教室、桌球教室。其中1F材料試驗室為全國唯一南區材料試驗中心，設備齊全、資源豐富，提供土木與建築的學生一個優良的學習環境，科館前方大草地則是測量實習的場所。
- 餐飲科館：為餐飲學程專門使用，目前設有語言教室，烹飪設備完善、教學資源充足。
- 園藝科館：為園藝學程專門使用，設備齊全築、環境佳。
- 食品科館：為食品學程專門使用，目前設有視聽教室，為南台灣高職學校設備最齊全、資源最豐富之食品科館。
- 畜產科館：為畜產學程專門使用，目前設有音樂教室、物理及化學實驗室，一旁則是南臺灣最大之農業畜牧場，提供學生廣大且資源充足之學習環境。
- 游泳館：為一長25公尺之八水道游泳池，一旁則是體育室及休息室。
- 圖資大樓：全棟於2020年中完工，為灰白底紅色邊的三層樓建築，但目前仍未正式啟用，未來除了圖書館將搬遷於此，也提供資訊學程做課程上的使用。
- 樂揚樓：為白底藍邊之三層樓建築，提供管樂團練習與放置樂器的場所。
- 圖書館

### 第二校區
本校第二校區坐落於第一校區之後，位在永二街與永華路之間，為農牧綜合教育園區，規劃有大範圍的農場及多個動物飼養空間，是園藝休閒學程與畜產保健學程的實習場域。

### 第三校區
本校第三校區則於第二校區後方，介於永華路與永大五路之間，而此即為本校的探索教育園區。園區設立於2009年，是與永康市公所協議後，由公所編列預算補助南大附中建設探索教育場地設施，配合教育部的友善校園政策，推動各種學生探索教育訓練及體驗教育。訓練設施項目共五十二項，全區佔地八公頃，其中，圍籬內專用場地約四公頃、開放式空間四公頃、水域場地八公尺乘八十公尺、並有半固定式的討論區在印度紫檀林區，可容納廿至卅組人討論，不僅是全臺灣唯一所屬於高級中等學校的園區，也是亞洲面積最大的探索教育場地，且此場地的活動項目亦是世界上最多。一旁附設之探索教育公園則提供附近居民一個良好的休閒環境。至於一年級與二年級，將於上下學期中各安排一天至園區進行探索體驗，是南大附中最具特色之課程。

## 刊物
台南大學附中所發行的刊物名為《附中文藝》，由校內之校刊社負責編輯籌備，並於每年畢業季發行，內容以附中校園為中心，包含專題、校園文藝獎（附中文藝季）以及鄉土拜訪等，至今已發行至第十三屆。

## 文化資產

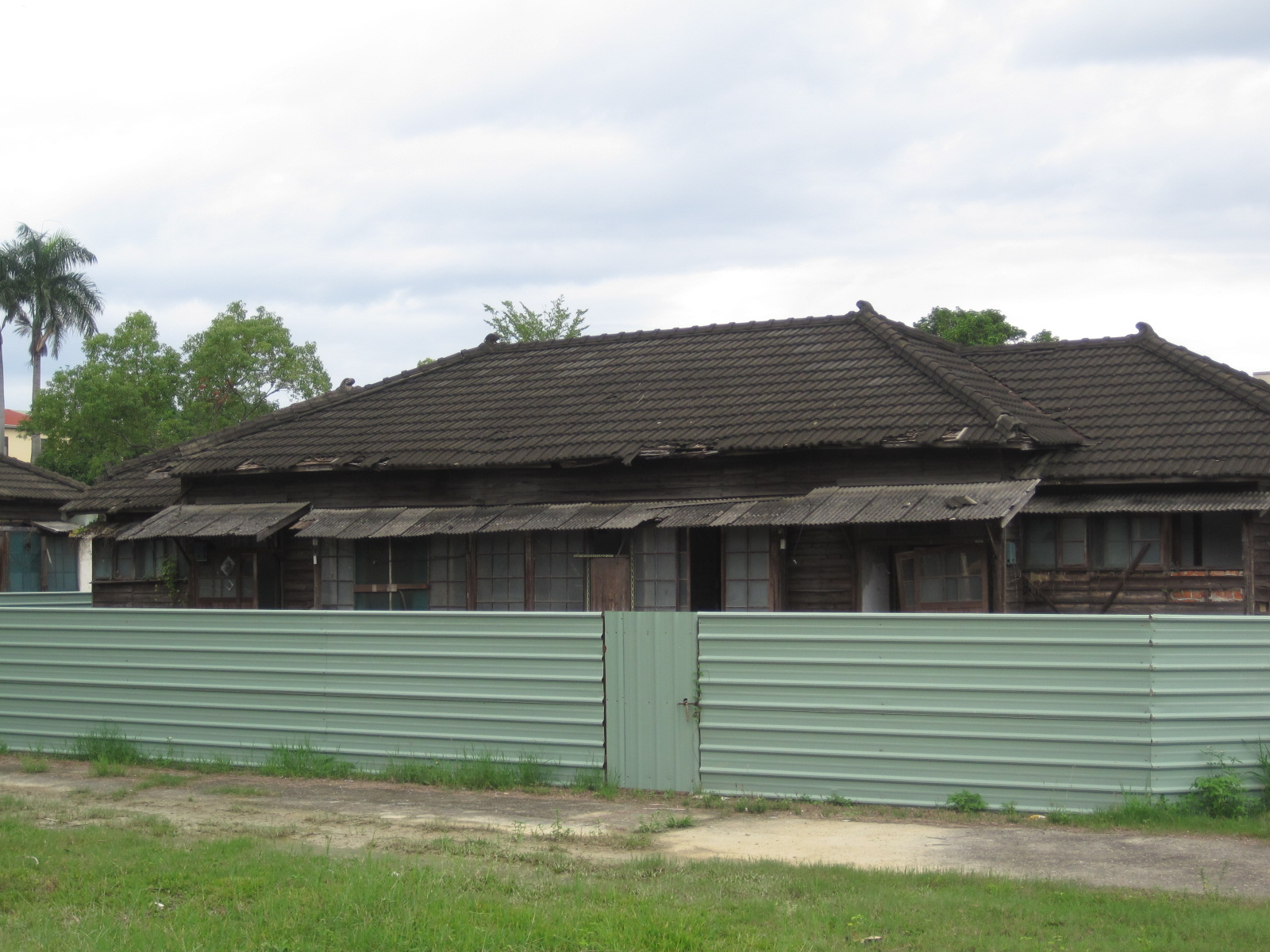
原臺南農校日式宿舍群

「原臺南農校日式宿舍群」：2009年8月19日由臺南縣政府指定為歷史建築（府文資字第0980195208A號，臺南市永康區中山南路948號），臺南農校日治昭和13年（1939年）創校，於1940-1943年陸續建造日式木造房舍。該建物為創校時建築之，反映當時建築形式及風格，見證校園建築的變遷。

## 姊妹校
- 日本千葉縣柏市麗澤大學附屬高等中學校[3]
- 日本山形縣東置賜郡置賜農業高校[4]
- 中国大陆福建省永定縣僑育中學[5]

## 外部連結
- 國立臺南大學附屬高級中學 （页面存档备份，存于）
- 國立南大附中facebook粉絲專頁